# Humicola brunnea
Humicola brunnea är en svampart. Humicola brunnea ingår i släktet Humicola och familjen Chaetomiaceae.

## Underarter
Arten delas in i följande underarter:
- africana
- brunnea